# Refuge Giovanni Giacomini
Le refuge Giovanni Giacomini se trouve juste au sud de la forca di Presta à 1 536 mètres d'altitude dans les Apennins, près de la limite de l'Ombrie et des Marches, sur le territoire de la commune d'Arquata del Tronto.

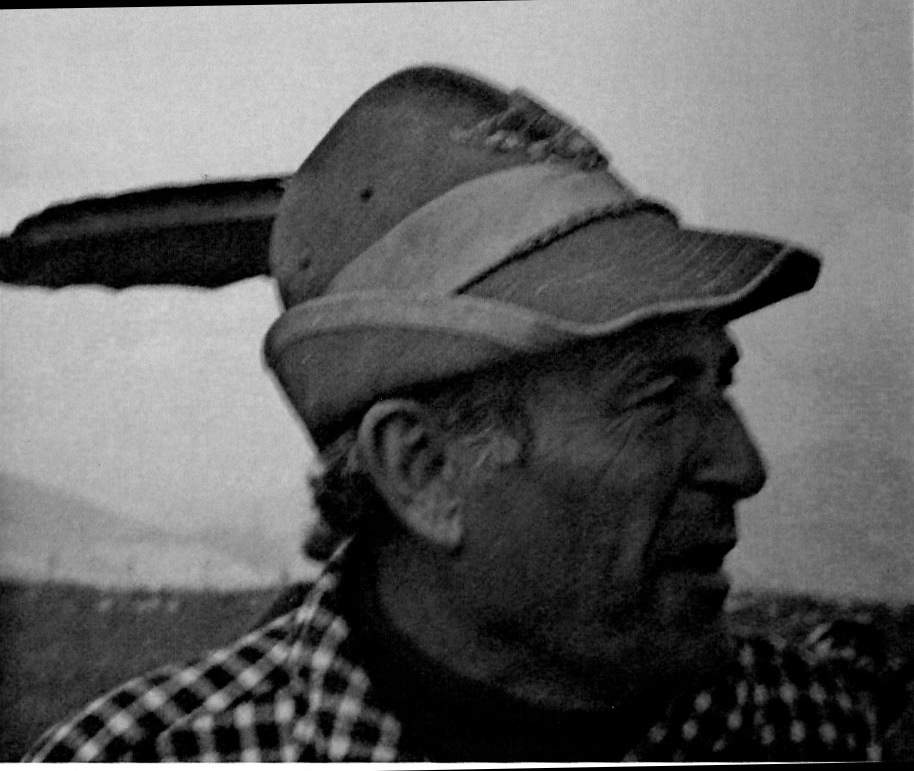
Aleandro Nino Allevi, cofondateur du refuge.

Sa construction, à l’instigation de l’Associazione Nazionale Alpini (ANA) a commencé dans les années 1960 et s’est terminée dans les années 1970 grâce à la contribution de plusieurs alpinistes d’Ascoli parmi lesquels Tullio Pallotta, Brutti et Aleandro Allevi, plus connu sous le nom de Nino, chef de groupe de l'ANA à Ascoli.
Le nom du refuge a été donné en mémoire d’un sergent alpiniste mort pendant la guerre et dont on peut voir une photographie à l’entrée du refuge et dont une place d’Ascoli Piceno porte le nom.
Le refuge comprend environ 30 lits et est ouvert toute l’année en fin de semaine. C’est le point de départ pour des excursions dans les monts Sibyllins et pour l’ascension du Monte Vettore (2 476 mètres d'altitude ; difficulté E).
Derrière le refuge se trouve l’autel des alpinistes pour les cérémonies commémoratives.
De Rome, on l’atteint en prenant la route nationale SS4 et en sortant à Trisungo.

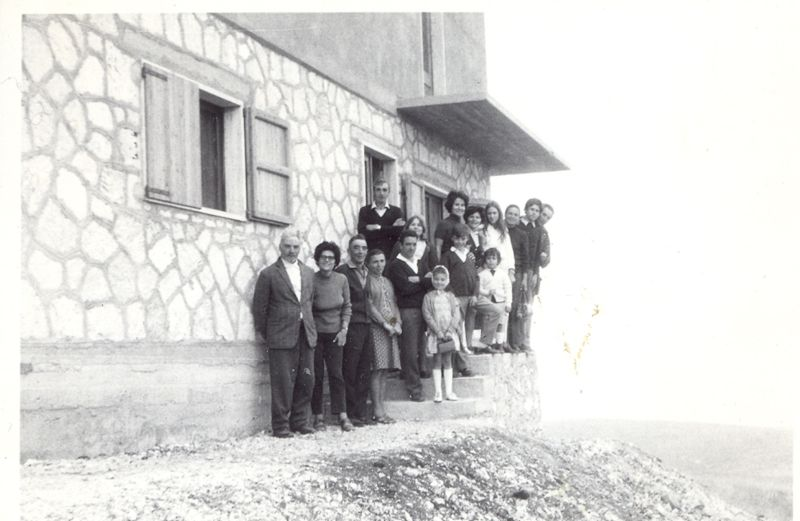
Le refuge Giacomini au début de sa construction, sans la terrasse ni les garages dessous.
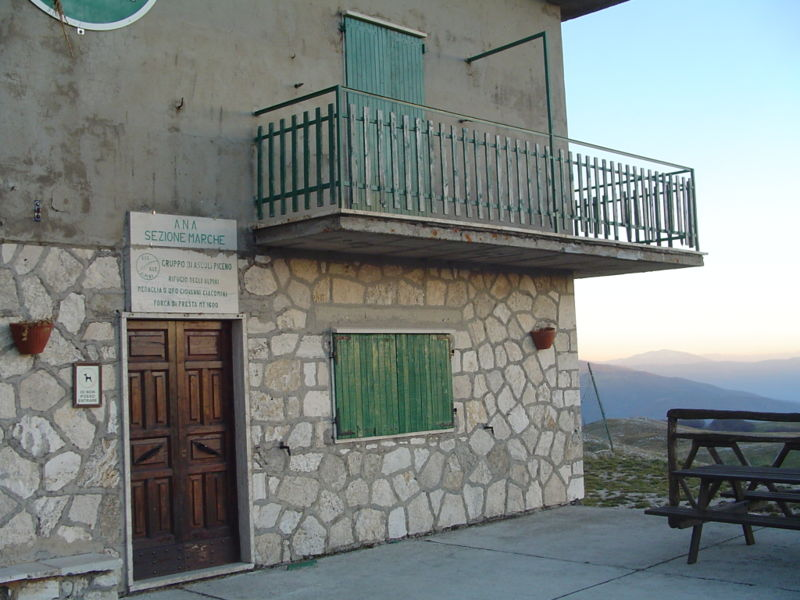
Le refuge Giacomini de nos jours.

## Curiosités
Le refuge Giovanni Giacomini est le point de départ et d’arrivée de la course de « refuge à refuge » organisée par les alpinistes de la région des Marches et à laquelle est associé le trophée « Nino Allevi ».